# Col du Thabor
Pour les articles homonymes, voir Thabor.
Le col du Thabor est un col des Alpes françaises situé à 3 109 mètres d'altitude dans le département de la Savoie, entre les communes d'Orelle et de Valmeinier.

## Toponymie
Thabor possède une étymologie relevant principalement de l'onomastique locale : ce terme, associé à plusieurs sommets du massif des Cerces, pourrait dériver d'un nom de famille mauriennais.

## Géographie
Le col est au nord du mont Thabor (3 178 mètres) et au sud du pic du Thabor. Il se trouve sur la limite communale d'Orelle et de Valmeinier, en Savoie.